# Řád Východního Timoru
Řád Východního Timoru (portugalsky: Ordem de Timor-Leste) je nejvyšší státní vyznamenání Východního Timoru. Bylo založeno v roce 2009 a jeho využití je obecnější než u původních řádů spojených se ziskem nezávislosti. Udílí jej prezident Východního Timoru občanům státu i cizím státním příslušníkům za významný přínos k národnímu míru a stabilitě.

## Historie
Řád byl založen dne 6. května 2009 na základě zákona Decree-law N° 20/2009.

## Pravidla udílení
Řád je udílen občanům Východního Timoru i cizím státním příslušníkům za významný osobní přínos pro Východní Timor, jeho lid a lidstvo obecně. Mezi činy, za které je řád udílen, patří výjimečné zásluhy během vojenské služby nebo při velení vojenské misi, civilní či vojenské skutky hrdinství, výjimečné činy pro zemi spojené se sebeobětováním či sebezapřením, vynikající služby při výkonu povinností spojených s veřejnou správou či diplomacií, vojenské služby zvláštní povahy, zásluhy o kulturu, zejména literaturu, vědu, umění a vzdělávání, za jakoukoliv veřejnou či soukromou práci, která nese prvky nesobeckosti a sebezapření pro dobro komunity, či za vynikající sportovní úspěchy.
Řád může být udělen prezidentem Východního Timoru na základě jeho uvážení, na návrh Národního parlamentu nebo na návrh vlády. V případě, že kandidáty na vyznamenání jsou příslušníci východotimorských či zahraničních ozbrojených sil, je udělení konzultováno s ministrem obrany a bezpečnosti a s velitelem štábu armády. V případě, že kandidáty na vyznamenání jsou příslušníci východotimorské či zahraniční policie, je udělení konzultováno s ministrem obrany a bezpečnosti a s generálním velitelem Národních policejních sil Východního Timoru. V případě, že má být řád udělen cizincům, je udělení konzultováno i s ministrem zahraničních věcí. Řád může být udělen i posmrtně.
Třída velkého řetězu je vyhrazena pouze pro nejvyšší představitele suverénních států. Velký řetěz může nosit také prezident Východního Timoru po skončení svého funkčního období. Medaile může být udělena rovněž komunitám, institucím, diplomatickým sborům a policejním či vojenským jednotkám.
Řád by měl předávat prezident republiky a v případě velkého řetězu ani jiná varianta neexistuje. Insignie třídy řetězu mohou být kromě prezidenta předány v jeho zastoupení i předsedou parlamentu či předsedou vlády. Nižší třídy mohou být navíc předány i místopředsedou parlamentu, místopředsedou vlády, ministry či velvyslanci. Příslušníky ozbrojených sil může navíc dekorovat velitel štábu armády a policisty vrchní velitel policie.

## Třídy
Řád je udílen ve čtyřech řádných třídách a každá může být jedinci udělena pouze jednou.
- velký řetěz (Grande-colar)
- řetěz (Colar)
- medaile (Medalha)
- odznak (Insígnia)

## Insignie
Řádový odznak má tvar červeně smaltované pěticípé hvězdy. Jednotlivé cípy jsou spojeny zlatými paprsky. Uprostřed paprsků jsou červeně smaltované trojúhelníky. Uprostřed hvězdy je kulatý medailon se zlatým motivem pohoří. Medailon je obklopen černě smaltovanou kruhovou páskou se zlatým nápisem REPÚBLICA DEMOCRÁTICA DE TIMOR-LESTE RDTL. K hornímu paprsku hvězdy je připojen zeleně smaltovaný věnec a nad ním je červeně smaltovaný kříž se zlatou třinácticípou hvězdou uprostřed.
Řádová hvězda má stejný vzhled jako řádový odznak, chybí však kříž a věnec.
Řádový řetěz se skládá ze středového článku a dalších 12 článků o třech pravidelně se opakujících motivech. Centrální článek má podobu zlatého státního znaku na červeně smaltovaném štítě obklopeném zeleně smaltovaným věncem. Celý je lemován zlatými krokodýli, kteří odkazují na východotimorské bájesloví, podle kterého byla země vytvořena krokodýlem. Ke středovému článku je zavěšen řádový odznak. 
Stuha sestává z širokého středového pruhu bílé barvy, který lemují dva úzké žluté pruhy. Na ně navazují dva červené pruhy svou šířkou shodné s bílým pruhem. Ty jsou opět lemovány dvěma úzkými žlutými pruhy, na které navazují dva úzké černé pruhy při okrajích. Celkově podoba stuhy odpovídá barvám státní vlajky.
Insignie jsou vyráběny singapurskou firmou Eng Leong Medallic Industries (ELM).

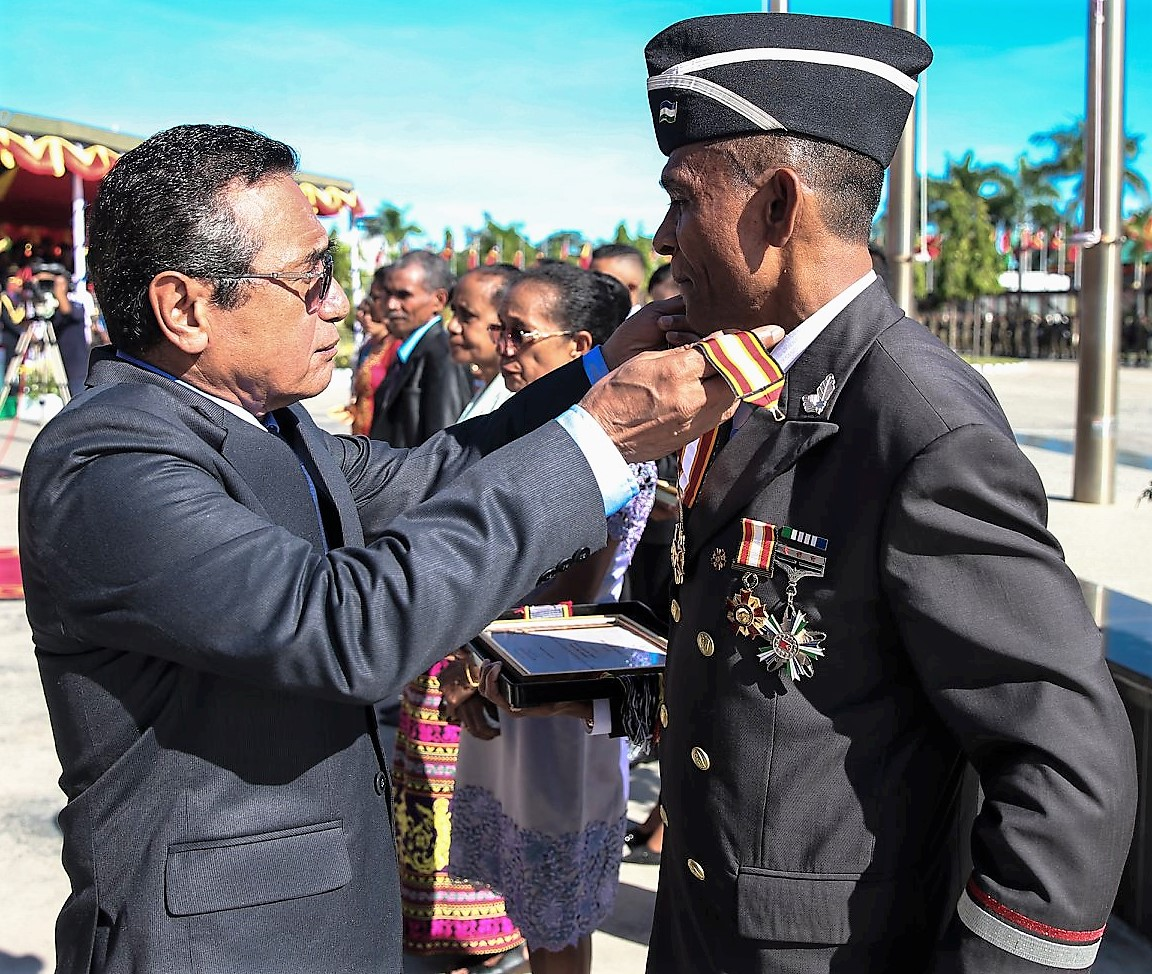
Prezident Francisco Guterres během slavnostní ceremonie předávání vyznamenání (2019)
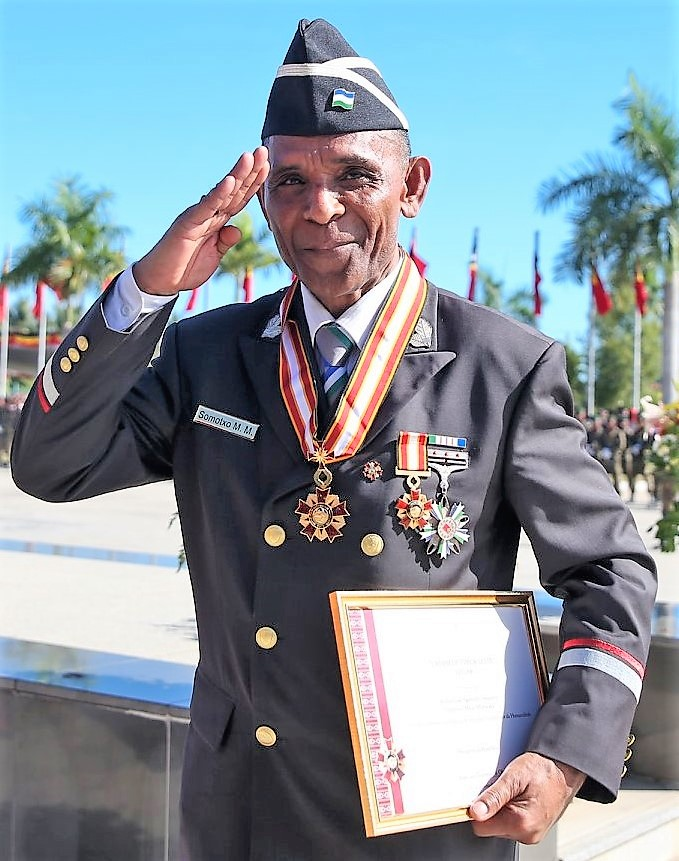
Insignie třídy řetězu s dekretem